# Strange Clouds
Strange Clouds è un brano musicale del rapper statunitense B.o.B, in collaborazione con Lil Wayne e prodotto da Dr. Luke e Cirkut. La Atlantic Records ha annunciato che il brano sarebbe stato reso disponibile come singolo su iTunes il 27 settembre 2011. Il brano è stato utilizzato come singolo traino per promuovere l'uscita del secondo album studio di B.o.B, intitolato Strange Clouds. Nella sua prima settimana, il singolo ha venduto 197,000 copie digitali, ed ha debuttato alla settima posizione della classifica Billboard Hot 100.

## Tracce
Digital download
1. Strange Clouds (feat. Lil Wayne) - 3:46

Promo - CD-Single
1. Strange Clouds (feat. Lil Wayne) - 3:46

## Classifiche
| Classifica (2011) | Posizione massima |
| ----------------- | ----------------- |
| Australia         | 69                |
| Nuova Zelanda     | 39                |
| Svizzera          | 47                |
| Regno Unito       | 72                |
| Stati Uniti       | 7                 |